# Dombia
Dombia est une localité et une commune rurale malienne chef-lieu d'arrondissement dans le cercle de Kéniéba et la région de Kayes.

## Villages
La commune s'étend sur 5 localités relevées lors du recensement général de 2009. 
Les villages les plus peuplés sont :
- Dombia (2 925 habitants)
- Kouka (1 640 habitants)

En 2023, la loi 2023-007 attribue à la commune 5 villages, fractions ou quartiers  :
- Dombia
- Kouka
- Boureya
- Foutouba
- Takoutalla

## Lien
- Plan de sécurité alimentaire - Commune rurale de Dombia - 2007-2011, Reliefweb.